# Cochise
Cochise —/koʊˈtʃiːs/; Cheis o A-da-tli-chi, en apatxe: K'uu-ch'ish "roure";— (c. 1805 – 8 de juny de 1874) fou líder del grup local Chihuicahui dels chokonen ('central' o 'real' chiricahua), principal cap (o nantan) de la banda Chokonen dels apatxes chiricahua i líder d'un aixecament que va començar el 1861. El comtat de Cochise (Arizona) va rebre el seu nom per ell.

## Biografia
Cochise (o Cheis) va ser un dels més famosos líders apatxes (juntament amb Gerónimo i Mangas Coloradas) en resistir intrusions dels estatunidencs durant el segle xix. Va ser descrit com un home de grans dimensions (del moment), amb un cos musculós, característiques clàssiques, i cabells llargs i negres que portava en l'estil tradicional apatxe. Era uns 1,90 cm d'alt i pesava 175 lliures. En la seva pròpia llengua, el seu nom Cheis vol dir que 'té la qualitat o la força del roure'.
Cochise i els chokonen-chiricahua vivien a l'àrea que ara és la regió de Sonora, Nou Mèxic i Arizona, aleshores al nord de Mèxic, i que s'hi havien traslladat en algun moment abans de l'arribada dels europeus. Com Espanya i més tard Mèxic van tractar d'obtenir el domini sobre les seves terres, els diferents grups chiricahua es tornaren cada vegada més resistents. Es van desenvolupar cicles de guerra, guanyats la majoria pels apatxes. Finalment, els espanyols van intentar un enfocament diferent; tractar de fer els apatxes dependents (aplacar-los) de les armes de foc de baixa qualitat i de les racions de venda d'alcohol per part del govern colonial ("política de pau de Gálvez"). Després que Mèxic arrabassés el control del territori a Espanya, i no tenia els recursos (ni possiblement, la voluntat) de continuar amb aquesta, la pràctica va acabar. S'hi havia treballat durant un bon nombre d'anys, però les diverses bandes chiricahua van reprendre les incursions tradicionals per adquirir el que necessitaven després que els mexicans ja no van fer provisions per a ells (en la dècada de 1830).
Com a resultat, el govern mexicà va començar una sèrie d'operacions militars per tal de capturar o neutralitzar els chiricahua, però la lluita va arribar a un punt mort per als apatxes. Com a part dels seus intents de controlar els chiricahua, les forces mexicanes van començar a matar civils apatxes. Sovint, això s'aconseguia amb l'ajuda de mercenaris nord-americans i nadius, i el pagament de recompenses pel cuir cabellut no era inusual. El pare de Cochise va ser una d'aquestes víctimes. Això endurí la determinació de Cochise i li va donar al chiricahua més justificació per a la venjança. Les forces mexicanes capturaren Cochise en un moment en l'any 1848 durant un atac apatxe a Fronteras, Sonora, però el van canviar per gairebé una dotzena de presoners mexicans.

### Tensions frontereres i lluita
La regió habitada pels apatxes havia experimentat conflictes i tensions entre els apatxes i els colons europeus que començaren amb l'ocupació espanyola al voltant de 1600, fins que la major part de l'àrea va ser adquirida pels Estats Units el 1850, marcant el començament d'un breu període de relativa pau. A final de la dècada de 1850, Cochise va poder, fins i tot, haver subministrat llenya per a l'estació de diligència de la Butterfield Overland Mail a Apache Pass.
La tènue pau no va acabar amb la invasió nord-americana del territori apatxe sinó el 1861 amb l'afer Bascom. Un grup d'atac apatxe havia foragitat el bestiar d'un ranxer local i segrestat el seu fill de dotze anys (Felix Ward, que més tard es va conèixer com a Mickey Free). Cochise i la seva banda van ser falsament acusats dels fets (que en realitat havien estat perpetrats per apatxes coyotero). Un Cochise desprevingut va ser convidat al campament de l'exèrcit per un oficial sense experiència (el tinent George Bascom), que suposava que Cochise n'era el responsable. Tot i que el líder apatxe defensà la seva innocència i es va oferir a investigar l'assumpte amb altres grups apatxes, el jove oficial va intentar arrestar-lo. Cochise es va posar dret i immediatament es va escapar tallant la tenda amb un ganivet. Cochise podria haver rebut un tret quan fugia. Bascom va tenir èxit en la captura d'alguns dels familiars de Cochise, que pel que sembla van ser presos per sorpresa quan Cochise va escapar. Cochise, eventualment, també va prendre ostatges per utilitzar-los en les negociacions per alliberar els altres ostatges indis. Tanmateix, les negociacions van fracassar, sobretot a causa de la intransigència de Bascom, però també per l'arribada de més tropes dels Estats Units, cosa que va fer creure a Cochise que la situació era una espiral fora de control. Ambdues parts finalment van matar tots els seus ostatges i el líder apatxe va anar a Mèxic mentre les coses es van refredar. El germà de Cochise i dos dels seus nebots van estar entre els ostatges executats per Bascom, cosa que va enfurir encara més el líder apatxe i fomentà 11 anys de guerra incessant que va convertir el sud d'Arizona en terra cremada (en termes de la civilització blanca i mexicana). La xifra de morts podria haver arribat a un màxim de 5.000 colons i viatgers (molts historiadors creuen que aquesta xifra és extremadament exagerada, la xifra més probable és d'uns pocs centenars). La traïció del tinent Bascom encara és recordada actualment pels descendents chiricahua, recordada com la "tallada de la tenda".
Cochise es va unir al seu sogre Mangas Coloradas (Kan-da-zis Tlishishen), el poderós cap chihenne-chiricahua, en una llarga sèrie d'escaramusses de represàlia i incursions en els assentaments blancs i ranxos. La batalla de Dragoon Springs va ser-ne una. Durant les batudes, van morir moltes persones en els dos bàndols, però els apatxes molt sovint tenien l'avantatge, sobretot perquè els Estats Units estaven distrets per la Guerra Civil estatunidenca i no comptaven amb prou recursos a la zona per afrontar els apatxes des de qualsevol posició de força. A més, els apatxes estaven força adaptats a la vida i la lluita en el terreny hostil i implacable del sud-oest. Van passar molts anys abans que l'exèrcit, usant les tàctiques concebudes pel general Crook i més tard adoptades pel general Miles, van ser capaços de desafiar efectivament els lluitadors apatxes en les seves pròpies terres.

### Batalla d'Apache Pass
A Apache Pass el 1862, Cochise i Mangas Coloradas, amb uns 500 combatents, es van mantenir ferms contra una força amb destinació a Nou Mèxic de voluntaris de Califòrnia sota el comandament del general James Henry Carleton, fins que es va disparar foc d'artilleria d'obús sobre les roques que tenien damunt.
Segons l'explorador John C. Cremony i historiador Dan L. Thrapp, el foc d'obús provocà la retirada immediata dels apatxes. Però la biògrafa de Carleton, Aurora Hunt, va escriure: "Aquesta va ser la primera vegada que els indis s'havien enfrontat a foc d'artilleria. Però van lluitar tenaçment durant diverses hores abans de fugir." Gerónimo va recordar més tard en la seva autobiografia que la seva gent estava guanyant la batalla fins que "dispararen els seus vagons sobre nosaltres." La Batalla d'Apache Pass va ser una de les rares batalles campals en què els apatxes van lluitar contra l'exèrcit dels Estats Units. Normalment, les tàctiques dels apatxes corresponien a la guerra "de guerrilles". El capità Thomas Roberts va ser persuadit pel compromís que seria millor trobar una ruta al voltant d'Apache Pass, la qual cosa va fer. Per tant, el general Carleton continuà sense obstacles a Nou Mèxic i posteriorment va assumir el càrrec de comandant del territori.
Al gener del 1863, el general Joseph R. West, sota les ordres del gral. Carleton, va ser capaç de capturar Mangas Coloradas ensarronant-lo en una conferència sota una bandera de treva. Durant el que havia de ser un parlament pacífic, els nord-americans van prendre presoner l'incaut Mangas Coloradas i després el van assassinar. Aquest va ser només un més en una sèrie d'incidents que va avivar les flames de l'enemistat entre els nord-americans invasors i els apatxes. Per a Cochise, els nord-americans no respectaven el més sagrat i s'havien violat les regles de la guerra, capturant i matant Mangas Coloradas durant una sessió parlamentària. Cochise i els apatxes van continuar les seves incursions contra els assentaments nord-americans i mexicans i posicions militars durant tota la dècada de 1860.

### Captura, fugida, i retirada

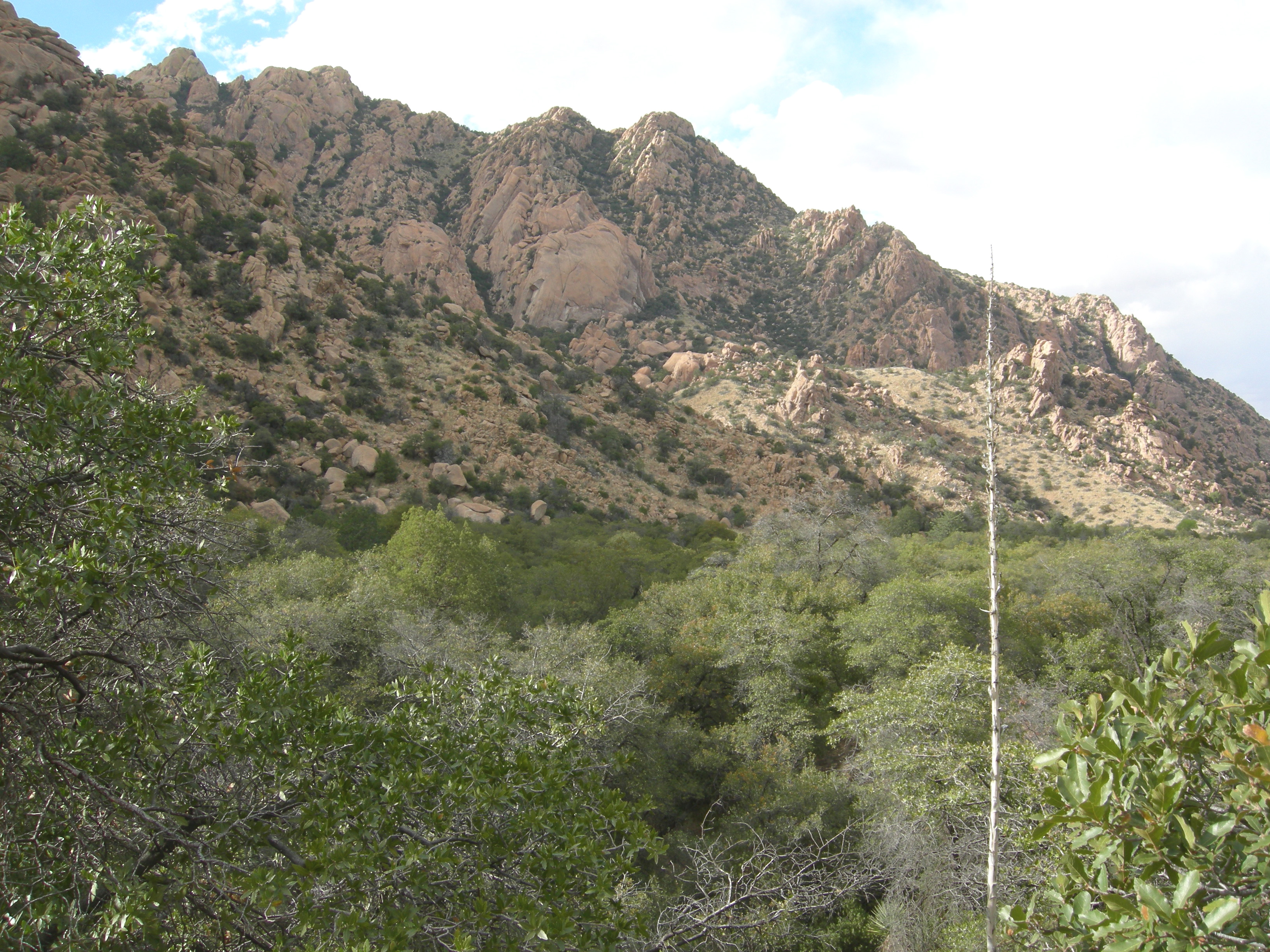
Refugi de Cochise, muntanyes Dragoon, sud-est d'Arizona

Després de diverses escaramusses, Cochise i els seus guerrers van ser expulsats a poc a poc cap a les muntanyes Dragoon, però no obstant això van ser capaços d'utilitzar les muntanyes com a refugi i com a base des de la qual continuar els atacs contra els assentaments blancs. Cochise va aconseguir evadir la captura i va continuar els atacs contra els assentaments i viatgers blancs fins a 1872. Finalment es va negociar un tractat pel general Oliver O. Howard amb l'ajuda de Tom Jeffords, que era l'únic amic blanc de Cochise.
Després de fer la pau, Cochise es va retirar a la seva nova reserva amb el seu amic Jeffords com a agent, on va morir de causes naturals (probablement càncer abdominal) el 1874. Va ser enterrat a les roques per sobre d'un dels seus camps favorits a les muntanyes Dragoon d'Arizona, ara anomenades Cochise Stronghold. Només el seu poble i Tom Jeffords sabien la ubicació exacta del seu lloc de descans, i es van emportar el secret a la tomba.
Es diu que els descendents actuals de Cochise resideixen actualment a la reserva Mescalero Apatxe, prop de Ruidoso, Nou Mèxic.

## Família
Es va casar amb Dos-teh-seh (Dos-tes-ey, Doh-teh-seh – 'Alguna cosa a la foguera gairebé cuita', n. 1838), filla de Mangas Coloradas, líder dels grups locals Warm Springs i mimbreño de la banda Chihenne. Els seus fills foren Taza (1842–1876) i Naiche (1856–1919).

## Cochise en la cultura popular
La novel·la best-seller d'Elliott Arnold del 1947 titulada Blood Brother fa un relat de ficció sobre l'última part d'aquesta lluita i l'amistat entre Jeffords i Cochise.
El 1950, el director Delmar Daves va convertir la novel·la d'Arnold en una pel·lícula titulada Fletxa trencada, amb James Stewart com a Jeffords i Jeff Chandler com a Cochise. Aquesta va ser una de les primeres pel·lícules de Hollywood a donar una imatge simpàtica dels nadius americans en conflicte amb els europeus americans envaint terres dels indis, i va ajudar a canviar la imatge popular dels nadius americans de negatiu a positiu. L'alt i atractiu Chandler, un actor jueu nascut a Brooklyn i força bronzejat, retrata Cochise com un caràcter noble, gairebé tràgic, obligat a lluitar contra els agents traïdors de l'exèrcit dels Estats Units que van dirigir incursions en territori apatxe. La representació de Cochise feta per John Ford en el film de 1948 Fort Apache també va ser positiva per als nadius americans. La pel·lícula Conquest of Cochise, produïda per Columbia Pictures el 1953, amb John Hodiak com a Cochise, també mostra Cochise com un amerindi afectuós que volia la pau amb l'humà blanc. Broken Arrow (sèrie de TV) fou una sèrie western, que va donar un relat novel·lat de la relació històrica entre l'agent indi Tom Jeffords (interpretat per John Lupton) i el cap chiricahua Cochise (interpretat per Michael Ansara). La sèrie fou emesa per la cadena ABC en horari estel·lar de 1956 fins a 1958, els dimarts a les 9 PM, hora de l'est. Cochise va ser interpretat per Jeff Morrow en un episodi de Bonanza el 1961.
El net de Conchise (fill de Taza) va fer de Cochise en un episodi pilot de la sèrie western clàssica de la dècada del 1960 The High Chaparral, encara que tenia 92 anys i havia perdut una cama (Cochise potser no havia arribat als 60 el 1870, època que representa la sèrie, i va tenir les dues cames durant tota la seva vida). Nino va repetir la interpretació en l'episodi 4 de la primera sèrie.
"Cochise" d'Audioslave, del seu àlbum de debut, rep el nom del cap; en una entrevista, el guitarrista Tom Morello va dir que Cochise era "l'últim gran cap amerindi que va morir lliure i absolutament invencible. Quan van ser capturats diversos membres de la seva família, torturats i penjats per la cavalleria dels Estats Units, Cochise va declarar la guerra a tot el sud-oest i es va encendre un enrenou profà, un peu de guerra per acabar amb totes les guerres. Ell i els seus guerrers van expulsar milers de colons. Cochise, venjador, valent i decidit, va atacar tot al seu pas amb una fúria desenfrenada."
La novel·la de Melody Groves del 2008 titulada Arizona War: A Colton Brothers Saga fa un relat novel·lat dels tractes de Cochise amb els personatges principals, James i Trace Colton durant la dècada de 1860, inclòs l'afer Bascom de 1861 i la força amb destinació a Nou Mèxic dels voluntaris Califòrnia al comandament del general James Henry Carleton durant 1862.
Wes Studi el retratà en A Million Ways to Die in the West.